# Alexandru Macedonski
Alexandru Macedonski (14. března 1854, Bukurešť – 24. listopadu, 1920 Bukurešť) byl rumunský spisovatel, známý zejména tím, že vnesl modernistické proudy, především symbolismus a parnasismus, do rumunské literatury. Byl prvním rumunským básníkem, který použil volný verš, a jedním z prvních v moderní literatuře vůbec.
Pocházel ze šlechtické rodiny s politickou tradici, jeho otec generál Alexandru Macedonski byl ministrem obrany, děd Dimitrie Macedonski byl známým rebelem z roku 1821. Jeho syn Alexis i vnuk Soare se stali známými malíři. Jím založené symbolistické hnutí se stalo významným jevem rumunské kultury a opíralo se o vlivný časopis Literatorul, který Macedonski založil. Sdružili se kolem něj autoři reprezentující kosmopolitní trend, který se ostře vyhranil vůči tradicionalismu Mihaie Eminesca a jeho generace kolem sdružení Junimea. Dalším nepřátelským symbolem, na nějž Macedonski a symbolisté útočili, byl Vasile Alecsandri. Spory časem nabraly osobnější ráz, což bylo patrné například tehdy, když Macedonski a jeho nový časopis Forța Morală zahájili kampaň proti junimeovskému dramatikovi Ionu Lucovi Caragialeovi, kterého obvinili z plagiátorství - dle většiny literárních historiků zcela neoprávněně. Veřejné mínění však pořád stálo více na straně junimeovců a do ještě větší izolace se Macedonski dostal, když se za první světové války postavil proti rumunskému spojenectví se silami Dohody a podpořil Ústřední mocnosti, které byly nakonec ve válce poraženy. To později částečně bránilo jeho docenění v umělecké oblasti. Jeho politické zaměření bylo ovšem vždy nepevné, jeho publicistika kolísala mezi liberalismem a konzervatismem. Opakovaně, ale neúspěšně, se pokoušel prosadit ve frankofonním světě. Souběžně s literární kariérou byl úředníkem, sloužil jako prefekt v Budžaku a severní Dobrudži.
V jeho díle se velmi často opakuje metafora života jako pouti do Mekky. Jeho dílo bylo též poznamenáno trvalým zájmem o ezoterismus. Psal básně, dramata, prózu i eseje. Rovněž překládal, do rumunštiny převedl například Parisinu lorda Byrona.

### Poezie
- Prima verba (1872)
- Ithalo (1878)
- Poezii (1881/1882)
- Excelsior (1895)
- Bronzes (1897)
- Flori sacre (1912)

### Drama
- Iadeș! (1882)
- Saul (1893)

### Próza
- Dramă banală (1887)
- Cartea de aur (1902)
- Thalassa (1906)
- Le Calvaire de feu (1914)

### Eseje
- Falimentul clerului ortodox (1898)
- Zaherlina (1920)